# Bougoula (Kati)
Bougoula es una localidad y comuna del círculo de Kati, región de Kulikoró, Malí. Su población era de 10.780 habitantes en 2009. La comuna contiene 11 aldeas. 